# 千葉郡
- 令制国一覧 > 東海道 > 下総国 > 千葉郡
- 日本 > 関東地方 > 千葉県 > 千葉郡

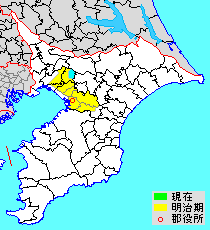
千葉県千葉郡の位置（水色：後に他郡から編入した区域）

千葉郡（ちばぐん）は、千葉県（下総国）にあった郡。

## 郡域
1878年（明治11年）に行政区画として発足した当時の郡域は、概ね以下の区域にあたる（公有水面埋立地を除く）。
- 千葉市
  - 中央区、稲毛区、若葉区の全域
  - 花見川区の大部分（大日町・宇那谷町を除く）
  - 緑区の一部（越智町、高津戸町、下大和田町以南および大高町の一部を除く）
- 船橋市の一部（七林を除く前原西、中野木、駿河台二丁目、飯山満町、芝山、高根台、大穴町、大穴南、大穴北、楠が山町、神保町、八木が谷以東およびみやぎ台の一部）
- 習志野市の全域
- 八千代市の一部（印旛放水路以西および勝田・勝田台・勝田台南）

なお元禄期以前は、現在の習志野市域周辺や旧二宮町の一部が葛飾郡に属したり、さらに古代まで遡ると現在の四街道市のほぼ全域が本郡に含まれるなどしており、郡域が確定したのは元禄以降である。

## 歴史

### 古代
和名類聚抄には下総国千葉郡の郡郷として、以下の７郷が記載されている。
千葉（ちば）
正確な比定地は確定していないが、現在の千葉市のうち、旧都川下流（現在の葭川に相当する）から花見川下流に挟まれた地域に比定する説、千葉寺以南の地域に比定する説がある。その名称より千葉国造の居住地と考えられる。
山家（やまが）
比定地は確定していない。船橋市二宮町にある三山神社を中心とし、船橋市の東南部から習志野市・八千代市を含み、千葉市幕張にわたるとする説、千葉市緑区から若葉区東部にわたり、上総国山辺郡に隣接する地域とする説などがある。
池田（いけだ）
千葉市のうち、旧都川下流から、南方は村田川まで、東方は緑区鎌取町付近までの範囲を指すと考えられる。古記録によれば千葉神社、猪鼻山、千葉寺はすべて池田郷に含まれるとされる。「更級日記」に「しもつけ（下総の誤りか）のくにのいかたといふ所にとまりぬ」とあり、この「いかた」は池田郷を指すと考えられる。
三枝（さいぐさ）
千葉市稲毛区作草部（さくさべ）町を中心とした内陸部の地域に比定されている。葭川およびその支流の沿岸に水田を開拓した部民である三枝部（さいぐさべ）の居住地であると考えられている。
糟𦲤（かそり）
千葉市若葉区加曽利（かそり）町を中心とした地域に比定されている。都川中流の河谷地域を領域に持つ。
山梨（やまなし）
四街道市山梨を中心とした地域に比定されている。なお現在の四街道市の領域は近世以降は印旛郡に属した。
物部（ものべ）
四街道市物井（ものい）を遺称地とする。山梨・物部の両郷は鹿島川の西側地域を領域とし、東側地域である印旛郡と隣接していたと考えられている。

### 近代以降の沿革
- 「旧高旧領取調帳」に記載されている明治初年時点での支配は以下の通り。●は村内に寺社領が、○は寺社除地が存在。（2町131村）

| 知行       | 知行                       | 村数     | 村名 |
| ---------- | -------------------------- | -------- | --- |
| 天領       | 幕府領                     | 13村     | 島田村、神保新田、○大和田新田、高津新田、薬園台新田、滝台新田、名耕地新田、前原新田、大久保新田、実花新田、長沼新田、小深新田、川野辺新田 |
| 天領       | 旗本領                     | 36村     | 真木野村、神久保村、小池村、小室村、小野田村、車方村、桑納村、吉橋村、金堀村、大神保村、坪井村、下飯山満村、鷺沼村、藤崎村、●三山村、小中台村、○宮野木村、園生村、作草部村、萩台村、殿台村、大森村、赤井村、多部田村、下泉村、上泉村、富田村、中田村、古泉村、和泉村、高根村、川井村、佐和村、五十土村、高田村、野呂村 |
| 天領       | 与力給知                   | 2村      | 武石村、貝塚村 |
| 天領       | 幕府領・旗本領             | 26村     | 平戸村、佐山村、麦丸村、八木ヶ谷村、大穴村、楠ヶ山村、古和釜村、○高津村、上飯山満村、谷津村（現・習志野市）、久々田村、○田喜野井村、実籾村、花島村、北柏井村、柏井村、横戸村、勝田村、天戸村、長作村、○畑村、○稲毛村、西寺山村、東寺山村、高品村、●曽我野村                                                            |
| 天領       | 幕府領・旗本領・与力給知   | 1村      | ○犢橋村 |
| 天領       | 幕府領・旗本領・定使免除地 | 1村      | ○検見川村 |
| 天領       | 幕府領・与力給知           | 1村      | 馬加村 |
| 天領       | 旗本領・与力給知           | 1村      | 行々林村 |
| 藩領       | 下総佐倉藩                 | 1町 24村 | 大和田村、黒砂村、●千葉町、登戸村、寒川村、今井村、泉水村、宮崎村、●千葉寺村、矢作村、辺田村、○小倉村、○坂月村、加曽利村、星久喜村、仁戸名村、川戸村、坂尾村、長峯村、大草村、金親村、大井戸村、下田村、旦谷村、谷当村                                                                                                 |
| 藩領       | 下総生実藩                 | 18村     | ●○浜野村、村田村、古市場村、茂呂村、落井村、駒崎村、谷津村（現・千葉市）、南生実村、北生実村、小花輪村、有吉村、刈田子村、富岡村、小金沢村、大金沢村、野田村、遍田村、平山村 |
| 藩領       | 出羽長瀞藩                 | 1村      | 桑橋村 |
| 天領・藩領 | 幕府領・佐倉藩             | 1町 1村  | 萱田町、萱田村 |
| 天領・藩領 | 幕府領・旗本領・佐倉藩     | 1村      | 中野村 |
| 天領・藩領 | 幕府領・生実藩             | 1村      | 中西村 |
| 天領・藩領 | 旗本領・佐倉藩             | 3村      | 原村、北谷津村、平川村 |
| その他     | 寺社領                     | 1村      | 生実郷 |

- 慶応4年8月4日（1868年9月19日） - 天領が下総知県事の管轄となる[4]。
- 明治初年 - 実花新田が実籾村、北柏井村が柏井村にそれぞれ合併。（2町129村）
- 明治2年
  - 1月13日（1869年2月23日） - 下総知県事の管轄地域が葛飾県の管轄となる。
  - 11月19日（1869年12月21日） - 羽前長瀞藩が転封して上総大網藩となる。
- 明治4年
  - 2月17日（1871年4月6日） - 上総大網藩が転封して常陸龍ヶ崎藩となる。
  - 3月19日（1871年5月8日） - 下野高徳藩が転封して曽我野藩となり、旗本領の一部（多部田村・下泉村・上泉村・富田村・中田村・古泉村・和泉村・高根村・川井村・佐和村・五十土村・高田村・野呂村）[5]、佐倉藩領の一部（大草村・金親村・大井戸村・下田村・旦谷村・谷当村・中野村・北谷津村・平川村）が同藩領となる。
  - 7月14日（1871年8月29日） - 廃藩置県により、藩領が佐倉県、生実県、龍ヶ崎県、曽我野県の管轄となる。
  - 11月14日（1871年12月25日） - 第1次府県統合により、全域が印旛県の管轄となる。
- 明治5年（1872年） - 名耕地新田が谷津村（現・習志野市）に合併。（2町128村）
- 明治6年（1873年）
  - 6月15日 - 千葉県の管轄となる。
  - 小金牧のうち所属未定地より習志野原が起立。（2町129村）
- 明治7年（1874年） - 泉水村が今井村に合併。（2町128村）
- 明治10年（1877年） - 都川支流上流域の山科郷（現:京都市山科区）民が開墾した開墾地に東山科村が起立。（2町129村）
- 明治11年（1878年）11月2日 - 郡区町村編制法の千葉県での施行により、行政区画としての千葉郡が発足。「千葉市原郡役所」が千葉町に設置され、市原郡とともに管轄。
- 明治13年（1880年） - 駒崎村・谷津村（現・千葉市）が合併して椎名崎村となる。（2町128村）
- 明治19年（1886年） - 六方野入会秣場より六方野原が起立。（2町129村）
- 明治22年（1889年） - 坂尾村・長峯村が合併して大宮村となる。（2町128村）

### 町村制以降の沿革

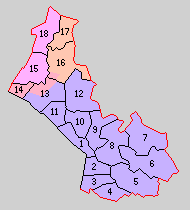
1.千葉町 2.蘇我野村 3.生実浜野村 4.椎名村 5.誉田村 6.白井村 7.更科村 8.千城村 9.都村 10.都賀村 11.検見川村 12.犢橋村 13.幕張村 14.津田沼村 15.二宮村 16.大和田村 17.睦村 18.豊富村（紫：千葉市 桃：船橋市 赤：習志野市 橙：八千代市）

- 明治22年（1889年）4月1日 - 町村制の施行により以下の町村が発足。特記以外は現・千葉市。（1町17村）[6]
  - 千葉町 ← 千葉町、寒川村、登戸村、黒砂村、千葉寺村
  - 蘇我野村 ← 曽我野村、今井村、宮崎村、大森村、生実郷、赤井村、小花輪村
  - 椎名村 ← 茂呂村、刈田子村、古市場村、椎名崎村、富岡村、中西村、大金沢村、小金沢村、落井村
  - 生実浜野村 ← 浜野村、村田村、北生実村、南生実村、有吉村、市原郡八幡宿［一部］
  - 誉田村 ← 野田村、高田村、平川村［大部分］、平山村、遍田村、東山科村
  - 白井村 ← 野呂村、和泉村［大部分］、中野村、川井村、佐和村、五十土村、高根村、北谷津村、多部田村
  - 更科村 ← 上泉村、下泉村、谷当村、旦谷村、下田村、大井戸村、古泉村、和泉村［一部］、富田村、中田村
  - 千城村 ← 大宮村、川戸村、仁戸名村、小倉村、坂月村、大草村、金親村、星久喜村
  - 都村 ← 辺田村、貝塚村、川野辺新田、矢作村、加曽利村
  - 都賀村 ← 萩台村、西寺山村、殿台村、作草部村、園生村、小中台村、宮野木村、東寺山村、高品村、原村
  - 検見川村 ← 検見川村、稲毛村、畑村
  - 犢橋村 ← 犢橋村、花島村、長沼新田、小深新田、柏井村、六方野原、横戸村、印旛郡宇那谷村
  - 幕張村 ← 馬加村（現・千葉市、習志野市）、武石村、長作村、天戸村（現・千葉市）、実籾村（現・習志野市）
  - 津田沼村 ← 久々田村、谷津村、鷺沼村、藤崎村、大久保新田（現・習志野市）
  - 二宮村 ← 滝台新田、薬園台新田、三山村、田喜野井村、前原新田、上飯山満村、下飯山満村、習志野原（現・船橋市）
  - 大和田村 ← 大和田村、萱田村、高津村、萱田町、大和田新田、高津新田、勝田村（現・八千代市）
  - 睦村 ← 桑納村、麦丸村、桑橋村、吉橋村、島田村、神久保村、小池村、真木野村、佐山村、平戸村、神保新田［一部］（現・八千代市）
  - 豊富村 ← 楠ヶ山村、大穴村、坪井村、古和釜村、金堀村、神保新田［大部分］、八木ヶ谷村、大神保村、小室村、小野田村、車方村、行々林村（現・船橋市）
  - 平川村の一部が山辺郡土気本郷町の一部となる。
- 明治23年（1890年）5月23日 - 蘇我野村が町制施行・改称して蘇我町となる。（2町16村）
- 明治24年（1891年）
  - 5月1日 - 検見川村が町制施行して検見川町となる。（3町15村）
  - 8月24日 - 大和田村が町制施行して大和田町となる。（4町14村）
- 明治29年（1896年）4月22日 - 幕張村が町制施行して幕張町となる。（5町13村）
- 明治30年（1897年）4月1日 - 郡制を施行。
- 明治36年（1903年）3月3日 - 津田沼村が町制施行して津田沼町となる。（6町12村）
- 大正10年（1921年）1月1日 - 千葉町が市制施行して千葉市となり、郡より離脱。（5町12村）
- 大正12年（1923年）4月1日 - 郡会が廃止。郡役所は存続。
- 大正14年（1925年）1月1日 - 生実浜野村が改称して生浜村となる。
- 大正15年（1926年）7月1日 - 郡役所が廃止。以降は地域区分名称となる。
- 昭和3年（1928年）11月10日（7町10村）
  - 生浜村が町制施行して生浜町となる。
  - 二宮村が町制施行して二宮町となる。
- 昭和12年（1937年）2月11日 - 検見川町・蘇我町・都賀村・都村が千葉市に編入。（5町8村）
- 昭和17年（1942年）7月1日 - 「千葉地方事務所が千葉市に設置され、本郡を管轄。
- 昭和19年（1944年）2月11日 - 千城村が千葉市に編入。（5町7村）
- 昭和28年（1953年）8月1日 - 二宮町が船橋市に編入。（4町7村）
- 昭和29年（1954年）
  - 1月15日 - 大和田町・睦村が合併して八千代町が発足。（4町6村）
  - 4月1日（4町5村）
    - 豊富村が船橋市に編入。
    - 八千代町の一部（安生津）が幕張町に編入。

  - 7月1日 - 犢橋村が千葉市に編入。（4町4村）
  - 7月6日 - 幕張町が千葉市に編入。（3町4村）
  - 8月1日 - 津田沼町が千葉市の一部（実籾・愛宕・安生津・長作・天戸および馬加の一部[7]）を編入のうえ改称・市制施行して習志野市が発足し、郡より離脱。（2町4村）
  - 9月1日 - 八千代町が印旛郡阿蘇村を編入。
- 昭和30年（1955年）
  - 2月11日 - 生浜町・椎名村・誉田村が千葉市に編入。（1町2村）
  - 3月31日 - 白井村・更科村が合併して泉町が発足。（2町）
- 昭和38年（1963年）4月10日 - 泉町が千葉市に編入。（1町）
- 昭和42年（1967年）1月1日 - 八千代町が市制施行して八千代市となる。同日千葉郡消滅。千葉県内では1897年の郡の再編以来、初の郡消滅となった。

### 変遷表
| 町村制施行前 | 明治22年4月1日 | 明治22年 - 大正15年              | 昭和1年 - 昭和19年           | 昭和20年 - 昭和30年                                                                  | 昭和31年 - 昭和63年          | 平成1年 - 現在                    | 現在        |
| --- | -------------- | -------------------------------- | ---------------------------- | ------------------------------------------------------------------------------------ | ---------------------------- | --------------------------------- | ----------- |
| 三山村、（今湊新田）、田喜野井村、薬園台新田、 滝台新田、前原新田、下飯山満村、 上飯山満村                        | 二宮村         | 二宮村                           | 昭和3年11月10日 町制         | 昭和28年8月1日 船橋市に編入                                                          | 船橋市                       | 船橋市                            | 船 橋 市    |
| 楠ヶ山村、大穴村、坪井村、 古和釜村、金堀村、神保新田、 大神保村、八木ヶ谷村、小室村、 小野田村、車方村、行々林村 | 豊富村         | 豊富村                           | 豊富村                       | 昭和29年4月1日 船橋市に編入                                                          | 船橋市                       | 船橋市                            | 船 橋 市    |
| 桑納村、麦丸村、桑橋村、 吉橋村、島田村、神久保村、 小池村、真木野村、佐山村、 平戸村、神保新田                   | 睦村           | 睦村                             | 睦村                         | 1954年1月15日 八千代町                                                               | 昭和42年1月1日 市制          | 八千代市                          | 八 千 代 市 |
| 大和田村、萱田村、高津村、 大和田新田、勝田村、 高津新田（愛宕、安生津を除く）                                    | 大和田村       | 明治24年8月24日 町制             | 大和田町                     | 1954年1月15日 八千代町                                                               | 昭和42年1月1日 市制          | 八千代市                          | 八 千 代 市 |
| 高津新田（愛宕、安生津）                                                                                          | 大和田村       | 明治24年8月24日 町制             | 大和田町                     | 昭和29年4月1日 八千代町の一部（安生津） が幕張町に編入 昭和29年8月1日 習志野市に編入 | 習志野市                     | 習志野市                          | 習 志 野 市 |
| 谷津村、久々田村、鷺沼村、 藤崎村、大久保新田                                                                     | 津田沼村       | 明治36年3月3日 町制              | 津田沼町                     | 昭和29年8月1日 習志野市に市制改称                                                    | 習志野市                     | 習志野市                          | 習 志 野 市 |
| 馬加村（屋敷）、実籾村                                                                                            | 幕張村         | 明治29年4月22日 町制             | 幕張町                       | 昭和29年8月1日 旧幕張町の一部 （実籾、愛宕、長作、天戸） を編入                      | 習志野市                     | 習志野市                          | 習 志 野 市 |
| 馬加村（屋敷を除く）、武石村、 天戸村、長作村                                                                     | 幕張村         | 明治29年4月22日 町制             | 幕張町                       | 昭和29年7月6日 千葉市に編入                                                          | 千葉市                       | 平成4年4月1日 政令指定都市 に移行 | 千 葉 市    |
| 千葉町、寒川村、登戸村、 千葉寺村、黒砂村                                                                         | 千葉町         | 大正10年1月1日 市制              | 千葉市                       | 千葉市                                                                               | 千葉市                       | 平成4年4月1日 政令指定都市 に移行 | 千 葉 市    |
| 曽我野村、今井村、宮崎村、 大森村、赤井村、小花輪村、 生実郷                                                      | 蘇我野村       | 明治23年5月23日 蘇我町に町制改称 | 昭和12年2月11日 千葉市に編入 | 千葉市                                                                               | 千葉市                       | 平成4年4月1日 政令指定都市 に移行 | 千 葉 市    |
| 辺田村、貝塚村、矢作村、 加曽利村、川野辺新田                                                                     | 都村           | 都村                             | 昭和12年2月11日 千葉市に編入 | 千葉市                                                                               | 千葉市                       | 平成4年4月1日 政令指定都市 に移行 | 千 葉 市    |
| 萩台村、西寺山村、殿台村、 東寺山村、原村、高品村、 作草部村、園生村、小中台村、 宮野木村                         | 都賀村         | 都賀村                           | 昭和12年2月11日 千葉市に編入 | 千葉市                                                                               | 千葉市                       | 平成4年4月1日 政令指定都市 に移行 | 千 葉 市    |
| 検見川村、稲毛村、畑村                                                                                            | 検見川村       | 明治24年5月1日 町制              | 昭和12年2月11日 千葉市に編入 | 千葉市                                                                               | 千葉市                       | 平成4年4月1日 政令指定都市 に移行 | 千 葉 市    |
| 大宮村、小倉村、大草村、 金親村、坂月村、川戸村、 仁戸名村、星久喜村                                              | 千城村         | 千城村                           | 昭和19年2月11日 千葉市に編入 | 千葉市                                                                               | 千葉市                       | 平成4年4月1日 政令指定都市 に移行 | 千 葉 市    |
| 犢橋村、花島村、長沼新田、 小深新田、柏井村、横戸村、 六方野原、宇那谷村                                          | 犢橋村         | 犢橋村                           | 犢橋村                       | 昭和29年7月1日 千葉市に編入                                                          | 千葉市                       | 平成4年4月1日 政令指定都市 に移行 | 千 葉 市    |
| 浜野村、村田村、北生実村、 南生実村、有吉村                                                                       | 生実浜野村     | 大正14年1月1日 生浜村            | 昭和3年11月10日 町制         | 昭和30年2月11日 千葉市に編入                                                         | 千葉市                       | 平成4年4月1日 政令指定都市 に移行 | 千 葉 市    |
| 茂呂村、中西村、落井村、 富岡村、小金沢村、大金沢村、 刈田村、椎名崎村、古市場村                                  | 椎名村         | 椎名村                           | 椎名村                       | 昭和30年2月11日 千葉市に編入                                                         | 千葉市                       | 平成4年4月1日 政令指定都市 に移行 | 千 葉 市    |
| 野田村、遍田村、平山村、 平川村、高田村、東山科村                                                                 | 誉田村         | 誉田村                           | 誉田村                       | 昭和30年2月11日 千葉市に編入                                                         | 千葉市                       | 平成4年4月1日 政令指定都市 に移行 | 千 葉 市    |
| 上泉村、下泉村、谷当村、 旦当村、下田村、大井戸村、 古泉村、富田村、中田村                                        | 更科村         | 更科村                           | 更科村                       | 昭和30年3月31日 泉町                                                                 | 昭和38年4月10日 千葉市に編入 | 平成4年4月1日 政令指定都市 に移行 | 千 葉 市    |
| 野呂村、和泉村、中野村、 川井村、佐和村、五十土村、 高根村、北谷津村、多部田村                                    | 白井村         | 白井村                           | 白井村                       | 昭和30年3月31日 泉町                                                                 | 昭和38年4月10日 千葉市に編入 | 平成4年4月1日 政令指定都市 に移行 | 千 葉 市    |

## 行政
千葉・市原郡長
| 代 | 氏名 | 就任年月日                | 退任年月日                | 備考 |
| -- | ---- | ------------------------- | ------------------------- | ---- |
| 1  |      | 明治11年（1878年）11月2日 |                           |      |
|    |      |                           | 明治30年（1897年）3月31日 | 廃官 |

千葉郡長
特記なき場合『千葉県千葉郡誌』による。
| 代 | 氏名       | 就任年月日                 | 退任年月日                 | 備考                   |
| -- | ---------- | -------------------------- | -------------------------- | ---------------------- |
| 1  | 松崎省吾   | 明治30年（1897年）6月21日  | 明治31年（1898年）5月16日  |                        |
| 2  | 行方幹     | 明治31年（1898年）5月16日  | 明治35年（1902年）6月1日   |                        |
| 3  | 中野協蔵   | 明治35年（1902年）6月1日   | 明治35年（1902年）12月27日 |                        |
| 4  | 神田清治   | 明治35年（1902年）12月28日 | 大正2年（1913年）3月12日   |                        |
| 5  | 石川赴夫   | 大正2年（1913年）3月12日   | 大正2年（1913年）9月23日   |                        |
| 6  | 渡辺勤     | 大正2年（1913年）9月23日   | 大正4年（1915年）1月22日   |                        |
| 7  | 竹内錠之助 | 大正4年（1915年）1月22日   | 大正8年（1919年）3月31日   |                        |
| 8  | 久保三郎   | 大正8年（1919年）3月31日   | 大正12年（1923年）2月16日  |                        |
| 9  | 鷲野重光   | 大正12年（1923年）2月16日  | 大正15年（1926年）6月30日  | 郡役所廃止により、廃官 |